# Leiothlypis
Leiothlypis — рід горобцеподібних птахів родини піснярових (Parulidae). Представники цього роду мешкають в Америці. Раніше їх відносили до роду Червоїд (Vermivora), однак за результатами молекулярно-філогенетичного дослідження, яке показало поліфілітичність цього роду, вони були переведені до новоствореного роду Leiothlypis.

## Види
Виділяють шість видів:
- Червоїд світлобровий (Leiothlypis peregrina)
- Червоїд оливковий (Leiothlypis celata)
- Червоїд мексиканський (Leiothlypis crissalis)
- Червоїд рудогузий (Leiothlypis luciae)
- Червоїд сіроголовий (Leiothlypis ruficapilla)
- Червоїд жовтоволий (Leiothlypis virginiae)

## Етимологія
Наукова назва роду Leiothlypis походить від сполучення слів дав.-гр. λειος — рівнина і θλυπις — невідомий дрібний птах (в орнітології означає птаха з родини піснярових або саякових з тонким дзьобом).